# L'Auberola
L'Auberola és una partida rural del municipi de Castell de Mur, al Pallars Jussà, a l'antic terme de Mur, en terres del poble del Meüll.
Està situada a l'extrem occidental del terme municipal, al sud-est de Casa Auberola, en un coster que té al capdavall aquesta casa i al capdamunt, i al sud, el Mas de Falset. És a l'extrem nord-est de l'Obagueta de Falset, en un espai delimitat a llevant pel barranc Gros i a ponent pel barranc del Coscó.